# Opatija Lorsch
Kraljevska opatija Lorsch (njemački: Reichsabtei Lorsch, latinski: Laureshamense Monasterium) poznata i kao Laurissa i Lauresham, u Lorschu, oko 10 km istočno od Wormsa, je jedan od najpoznatijih i najcjenjenijih samostana Karolinškog carstva. Čak i danas, kad je polusrušena, ostaje kao jedan od najvažnijih predromaničkih građevina u Njemačkoj. Kronike opatije u Lorschu, koje se nalaze u kodeksu (Lorscher Codex) sastavljenom 1170ih (danas u državnom arhivu u Würzburgu) i smatra se jednim od ključnih dokumenata o njemačkoj srednjovjekovnoj povijesti. Još jedan slavni dokument iz opatije je Codex Aureus. God. 1991. Ova razrušena opatija je upisana na UNESCOv popis mjesta svjetske baštine u Europi.

## Povijest
Opatiju je osnovano 764. god. Franački grof Cancor sa svojom majkom Williswindom kao crkveno vlasništvo (Eigenkirche), tj. ženski samostan koji će nositi njeno ime - Laurissa. One su povjerile upravu samostana nadbiskupu Metza,  Chrodegangu, koji je posvetio samostan i crkvu Svetom Petru te je postao njenim prvim opatom. Osnivači su obogatili novu opatiju mnogim donacijama,  a na mjestu opata Chrodeganga je 766. god. zamijenio njegov Gundeland koji je doveo četrnaest benediktinskih svećenika.  Kako bi opatija postala i hodočasničkim mjestom on je od pape Pavla I. tijelo svetog Nazarijusa, rimskog mučenika, zajedno s njegova tri prijatelja, koji su ubijeni za vrijeme cara Dioklecijana. Svete relikvije su stigle 11. srpnja 765. god., te su pažljivo smješte u baziliku samostana. Bazilika i samostan su tada preimenovane u čast sv. Nazarijusa, te je crkvu Svetog Petra i samostan Svetog Nazarijusa nadbiskup Mainza posvetio 774. god., čemu je prisustvovao i Karlo Veliki.
Kako su mnogi posvjedočili brojnim čudima u prisustvu ostataka sv. Nazarijusa, iz svih krajeva Europe počeli su dolaziti hodočasnici da posjete oltar. U sljedećih devet stoljeća samostan sa skriptorijem u Lorschu su postali jedno od važnijih kulturnih središta Njemačke. U katalozima iz 9. st. vidi se kako su bili bogati ne samo vjerskim nego i antičkim tekstovima. Pape i carevi su opetovano darivali opatiju brojnim posjedima od Alpa do Sjevernog mora, te je vrlo brzo postala ne samo bogata, već i jako politički utjecajna. Dostigla je i stupanj Reichsabtei (neovisna politička jedinica odgovorna samo caru). Važnost opatije opisuje činjenica kako su dva cara, Ludvig Njemački i Ludvig III. Mlađi, sahranjeni pod njenim krovom. 
Opatija je, zbog svoje neovisnosti, bila upletena u nekoliko feudalnih razmirica i ratova. A nakon što je 46 opata upravljalo opatijom neovisno, papa Grgur IX. je svrgnuo posljednjeg opata 1226. god., i zahvaljujući podršci cara Fridrika II., Lorsch je došao u posjed nadbiskupa Mainza (Siegfried III.) 1232. god., čime je okončano doba velikog kulturnog i političkog utjecaja opatije Lorsch. 
God. 1248., svećenici Premonstrati su od pape Celestina IV. dobili opatiju Lorsch na upravljanje, te su ostali u njoj sve do 1556. god., kada je Lorsch, zajedno s okolicom, došao u ruke luterana i kalvinističkih prinčeva. Izborni princ Otto Heinrich je odnio sadržaj knjižnice u Heidelbergu, stvorivši tamo slavnu Bibliotheca Palatina, netom prije ukidanja opatije od 1557./1563. god. Svećenici koji su ostali su umirovljeni i razmješteni. Tijekom Tridesetogodišnjeg rata opatija Lorsch i njena okolica je uvelike stradala. God. 1621., većina zgrada u opatiji Lorsch je bilo srušeno. Ubrzo nakon što je ovo područje ponovno pripalo nadbiskupiji u Mainzu, ponovno je stanovništvo preuzelo katoličku vjeru, ali je izgubljena svaka nada za povratkom izgubljenog blaga. Tako je 1623. god., po zauzimanju Heidelberga Maksimilijan I. Veliki, izborni bavarski knez, blaga knjižnice od 196 kovčega punih rukopisa poklonio papi Grguru XV. koje je on pripojio vatikanskoj knjižnici "Biblioteca Palatina".  
No, opatija je najviše stradala za vrijeme rata protiv francuskog kralja Luja XIV. od 1679. do 1697. god. Cijela okolna sela su bila spaljena, seljani protjerani, a francuski vojnici su zapalili sve opatijske zgrade. Jedini dio opatije koji nije izgorio služio je kao skladište duhana sve do Prvog svjetskog rata. Drevni ulaz u opatiju (Königshalle), koji je izgradio Ludovik III., je najstariji i najvrijedniji primjer karolinške arhitekture.

## Vanjske poveznice

### Sestrinski projekti
|  | Zajednički poslužitelj ima još gradiva o temi opatija Lorsch |

### Mrežna sjedišta
- Kloster Lorsch (njem.)  - službene stranice opatije
- Codex Laureshamensis, vol.  1.-3. Kodeksi iz Lorscha na latinskom, Austrian literature online. Uredio Karl Glöckner, Darmstadt 1929. – 1936.
- Interactivna mapa posjeda opatije u Lorsch  Arhivirana inačica izvorne stranice od 6. travnja 2009. (Wayback Machine)  na Regnum Francorum Online